# Autovía de acceso al Aeropuerto de Vitoria
La N-624 es una carretera nacional española que tiene una longitud aproximada de 2 km, sirve de acceso al Aeropuerto de Vitoria desde la N-622. Está desdoblada en su totalidad, aunque no es una autovía.

## Tramos
| Denominación | Tramo                                             | Año servicio | km  |
| ------------ | ------------------------------------------------- | ------------ | --- |
| N-624        | Echávarri-Viña N-622 AP-1 - aeropuerto de Vitoria | 1980         | 2,5 |

## Trazado
| Velocidad | Esquema | Número de Salida | Sentido Aeropuerto    | Sentido Vitoria                | Carretera que enlaza       |
| --------- | ------- | ---------------- | --------------------- | ------------------------------ | -------------------------- |
|           |         | 1/101            | Vitoria Bilbao Burgos | Vitoria Bilbao Etxabarri-Ibiña | AP-1 N-622 A-3604 E-5 E-80 |
|           |         |                  |                       |                                |                            |
|           |         |                  |                       |                                | A-3606 A-4306              |
|           |         |                  |                       |                                |                            |
|           |         |                  |                       |                                |                            |